# Josep Carreras

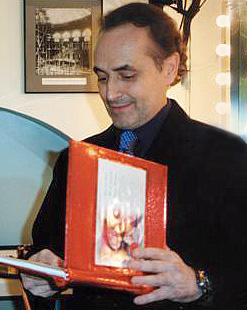
Josep Carreras (2001)

Josep Maria Carreras i Coll (katalanische Namensform, [ʒuˈzɛp kəˈreɾəs i ˈkɔʎ]; kastilisch José Carreras [xoˈse kaˈreɾas]; * 5. Dezember 1946 in Barcelona) ist ein spanischer Opernsänger. Er wird zu den herausragenden Tenören der zweiten Hälfte des 20. Jahrhunderts gezählt. Er gehörte neben Luciano Pavarotti und Plácido Domingo zu den Drei Tenören. Er bezeichnet sich selbst als Katalane. In der Öffentlichkeit ist er außerhalb seiner Heimat überwiegend in der spanischen Schreibweise José Carreras bekannt.

## Leben
Josep Carreras Vater, Josep Carreras i Soler, durfte als überzeugter Republikaner nach dem spanischen Bürgerkrieg seinen Beruf als Gymnasiallehrer nicht mehr ausüben. Die Familie emigrierte 1951 in der vergeblichen Hoffnung auf ein besseres Leben nach Argentinien. Aber bereits nach einem Jahr kehrte sie nach Barcelona zurück. Der Vater wurde daraufhin Verkehrspolizist und seine Mutter Antònia Coll i Saigi betrieb einen kleinen Friseurladen.
Zunächst studierte Carreras Chemie, wechselte jedoch 1963 zum Gesangsstudium bei Jaime Francisco Puig und am Conservatori Superior de Música in Barcelona. Er debütierte 1970 am Gran Teatre del Liceu, dem Opernhaus seiner Heimatstadt in Verdis Nabucco. 1971 gewann er den Verdi-Wettbewerb in Busseto, wurde an der Madrider Oper engagiert und debütierte mit Montserrat Caballé in London in Donizettis Maria Stuarda.
Zahlreiche Gastspiele führten ihn ab 1972 an die New York City Opera, das Teatro Colón in Buenos Aires, die Oper von Chicago, die Met, das Royal Opera House, die Wiener Staatsoper sowie die Scala (1972). Nach seinem internationalen Durchbruch als lyrischer Tenor folgten weitere Einladungen aus Salzburg, Hamburg, München, Brüssel, San Francisco, London und andere.
Seit einem Auftritt im Rahmen der Fußball-Weltmeisterschaft 1990 bildete er gemeinsam mit Plácido Domingo und Luciano Pavarotti das Gesangstrio Die drei Tenöre.
Im März 2001 trat Carreras am Liceu – dem Opernhaus, an dem seine Karriere begann – in Samson et Dalila auf. Am 12. Juli 2002 sang er in Tokyo die Titelpartie in der Oper Sly von Ermanno Wolf-Ferrari. 2004 sang der Tenor in einer Gala der Wiener Staatsoper den Schlussakt aus Carmen und den 3. Akt aus Sly.
Am 8. Mai 2009 gab Carreras seinen Rückzug von der Opernbühne bekannt, er erklärte aber, weiterhin in Konzerten auftreten zu wollen.
Im April 2014 kehrte José Carreras auf die Opernbühne in der Titelrolle der Oper El Juez des österreichischen Komponisten Christian Kolonovits zurück. Die Uraufführung in Bilbao am Theater Arriaga war ein triumphales Comeback auf die Opernbühne. Carreras trat in El Juez beim Festival Erl (Österreich), 2015 im Mariinski-Theater St. Petersburg und abschließend im Juli 2016 im Theater an der Wien auf.
Im September 2021 feierte er mit einer Gala seinen Abschied von der Wiener Staatsoper.

## Verhältnis zu Katalonien
Carreras ist ein begeisterter Anhänger des Fußballs und seit über 30 Jahren Mitglied des FC Barcelona. Sein Verhältnis zum Verein und zu Katalonien erläuterte er in folgendem Interview.

„Das hat nicht nur mit der sportlichen Seite des Klubs zu tun, sondern vielmehr mit der Rolle, die er als gesellschaftliche Institution während der Franco-Diktatur gespielt hat. Zu dieser Zeit mussten wir unsere Identität, unsere Wurzeln und Traditionen gegen die Repression von General Franco verteidigen. Die einzige Möglichkeit, unseren Selbstwert nach außen zu zeigen, war, zu den Spielen des FC Barcelona zu gehen. Nur im Camp Nou zeigten wir offen unsere wahren Gefühle, unsere Identität als eigenes kleines Land. Deshalb hat der FC Barcelona bis heute diese unglaubliche soziale Stärke und Bedeutung. Barça war und ist schon immer viel mehr gewesen als nur Sport.
Katalonien ist mein Land, mein kleines Land. Ich liebe die Spanier, ich habe einen spanischen Pass, Spanien ist ein phantastisches Land, aber wir Katalanen fühlen da ein bisschen anders. Nicht besser, nicht schlechter. Einfach anders.“

Im nichtspanischen Ausland ist er noch immer überwiegend unter dem spanischen Namen José Carreras bekannt. Dass er sich mit diesem Namen nicht identifiziert, erklärte er in einem Rundfunkbeitrag.

„Ich war immer ‚Josep‘, in der Familie, und auch sonst. Aber als ich meine Karriere 1970 angefangen habe, durfte ich nicht mehr offiziell ‚Josep‘ heißen – ich musste mich ‚José‘ nennen, deswegen kennt man mich als ‚José Carreras‘. Alle meine Papiere mussten gezwungenermaßen in ‚José‘ geändert werden. Mein Pass, mein Personalausweis, mein Führerschein – überall José, José, José. Ich habe mich aber immer als ‚Josep‘ gefühlt.“

## Privatleben
Der ersten Ehe (1971–1992) mit der Geschichtsprofessorin Mercedes Pérez entstammen Sohn Alberto (* 1973) und Tochter Julia (* 1978). 2006 heiratete er die österreichische Stewardess Jutta Jäger. Die Ehe wurde 2011 geschieden. Sein Neffe David Giménez Carreras, der älteste Sohn seiner Schwester Maria, ist als Dirigent international tätig.

## Soziales Engagement
1987, auf dem Höhepunkt seiner Karriere, erkrankte Carreras an akuter lymphatischer Leukämie. Trotz schlechter Prognose konnte er mit einem Jahr intensiver Behandlung einschließlich einer damals noch kaum verbreiteten allogenen Knochenmarktransplantation durch den Nobelpreisträger Edward Donnall Thomas in Seattle die Krankheit überwinden und seine Gesangskarriere wieder aufnehmen.
Aus Dankbarkeit für die Hilfe, die er von medizinischer Seite bekommen hat, gründete er 1988 die Fundación Internacional José Carreras para la lucha contra la leucemia mit Hauptsitz in Barcelona und weiteren Sitzen in Deutschland, der Schweiz und den USA. Die Stiftung unterstützt seither die Leukämieforschung, deren Ergebnisse ihm seinerzeit das Leben gerettet haben, sowie die Suche von Knochenmark-Spendern und schließlich die Verbesserung der Infrastruktur und Patientenbetreuung in Krankenhäusern. Seit 1995 gibt es die Deutsche José Carreras Leukämie-Stiftung mit Sitz in München. Seitdem präsentierte er jedes Jahr im Dezember eine Benefizgala aus der Messehalle in Leipzig, um die Stiftung zu unterstützen. Sie wurde live vom MDR im ersten Programm der ARD übertragen. Als Co-Moderatoren fungierten Victoria Herrmann (1995), Axel Bulthaupt (1996–2010), Désirée Nosbusch (2011) und Kim Fisher (2012). Anlässlich der Gala 2006 spendeten die Zuschauer allein per Telefon 5.380.934 Euro. 4,55 Mio. Zuschauer sahen die Live-Gala (MA 15,3 % Zuschauer 3+) und bescherten der ARD Platz 2 unter den Top-Sendungen des Tages. Ab 2013 wurde die Gala aus dem Europa-Park in Rust übertragen. In diesem Jahr konnte sie unverschlüsselt auf Sky Christmas HD, GoldStar TV, Heimatkanal und Romance TV empfangen werden, außerdem via Livestream im Internet. Esther Schweins moderierte an Carreras’ Seite. Von 2014 bis 2018 wurde die José Carreras Gala von Sat.1 Gold gezeigt. Co-Moderatoren waren Nina Eichinger und Matthias Killing. 2015 wurde sie erstmals im Estrel Convention Center in Berlin produziert. Im Jahre 2017 kam sie erstmals aus den Bavaria Studios in München. 2019 kehrte die José Carreras Gala wieder in die Leipziger Messehalle und zum MDR zurück. Sie läuft live im MDR Fernsehen. Co-Moderatorinnen waren Mareile Höppner und Stephanie Müller-Spirra, seit 2020 kommt die Gala aus der Media City Leipzig, statt Müller-Spirra wirkt seitdem Sven Lorig mit. Seit 2023 übernimmt neben Lorig erneut Stephanie Müller-Spirra die Co-Moderation. Insgesamt wurden in den vergangenen zwanzig Jahren über 200 Millionen Euro gesammelt. Außerdem konnte eine Vielzahl prominenter Persönlichkeiten als Botschafter gewonnen werden.

## Diskografie

### Solo-Alben
| Jahr | Titel                                   | Höchstplatzierung, Gesamtwochen, AuszeichnungChartplatzierungen (Jahr, Titel, Platzierungen, Wochen, Auszeichnungen, Anmerkungen) | Höchstplatzierung, Gesamtwochen, AuszeichnungChartplatzierungen (Jahr, Titel, Platzierungen, Wochen, Auszeichnungen, Anmerkungen) | Höchstplatzierung, Gesamtwochen, AuszeichnungChartplatzierungen (Jahr, Titel, Platzierungen, Wochen, Auszeichnungen, Anmerkungen) | Höchstplatzierung, Gesamtwochen, AuszeichnungChartplatzierungen (Jahr, Titel, Platzierungen, Wochen, Auszeichnungen, Anmerkungen) | Höchstplatzierung, Gesamtwochen, AuszeichnungChartplatzierungen (Jahr, Titel, Platzierungen, Wochen, Auszeichnungen, Anmerkungen) | Anmerkungen                          |
| Jahr | Titel                                   | DE | AT | CH | UK | ES | Anmerkungen                          |
| ---- | --------------------------------------- | --- | --- | --- | --- | --- | ------------------------------------ |
| 1988 | Collection                              | — | — | — | UK90 Silber · (4 Wo.)UK | — | Erstveröffentlichung: September 1988 |
| 1988 | Misa criolla                            | DE57 (3 Wo.)DE | AT— GoldAT | — | — | — | Erstveröffentlichung: Dezember 1988  |
| 1989 | Jose Carreras singt Andrew Lloyd Webber | — | AT19 (7 Wo.)AT | — | UK42 Silber · (6 Wo.)UK | — | Erstveröffentlichung: Dezember 1989  |
| 1991 | The Essential                           | — | — | — | UK24 Platin · (9 Wo.)UK | — | Erstveröffentlichung: Februar 1991   |
| 1991 | Hollywood Golden Classics               | — | — | — | UK47 (3 Wo.)UK | — | Erstveröffentlichung: März 1991      |
| 1992 | Amigos Para Siempre – Friends for Life  | DE82 (4 Wo.)DE | — | — | UK53 (4 Wo.)UK | — | Erstveröffentlichung: Juli 1992      |
| 1993 | With a Song in My Heart                 | — | — | — | UK73 (1 Wo.)UK | — | Erstveröffentlichung: Oktober 1993   |
| 1996 | Passion                                 | DE42 (9 Wo.)DE | AT25 (6 Wo.)AT | — | UK21 Silber · (8 Wo.)UK | — | Erstveröffentlichung: Januar 1996    |
| 2004 | Energia                                 | — | AT35 (4 Wo.)AT | — | — | — | Erstveröffentlichung: März 2004      |
| 2005 | Together Strong                         | DE66 (1 Wo.)DE | — | — | — | — | Erstveröffentlichung: Dezember 2005  |

grau schraffiert: keine Chartdaten aus diesem Jahr verfügbar
Weitere Alben
- 1990: Merry Christmas (AT: Gold)
- 1998: Memories (Eloquence) (DE: Gold)
- 2012: Live In Vienna
- 2012: Live - Comeback Concerts
- 2015: The Phantom Of The Opera
- 2016: Weihnachten
- 2016: The Album

### Gemeinschaftsalben
| Jahr | Titel                           | Höchstplatzierung, Gesamtwochen, AuszeichnungChartplatzierungen (Jahr, Titel, Platzierungen, Wochen, Auszeichnungen, Anmerkungen) | Höchstplatzierung, Gesamtwochen, AuszeichnungChartplatzierungen (Jahr, Titel, Platzierungen, Wochen, Auszeichnungen, Anmerkungen) | Höchstplatzierung, Gesamtwochen, AuszeichnungChartplatzierungen (Jahr, Titel, Platzierungen, Wochen, Auszeichnungen, Anmerkungen) | Höchstplatzierung, Gesamtwochen, AuszeichnungChartplatzierungen (Jahr, Titel, Platzierungen, Wochen, Auszeichnungen, Anmerkungen) | Höchstplatzierung, Gesamtwochen, AuszeichnungChartplatzierungen (Jahr, Titel, Platzierungen, Wochen, Auszeichnungen, Anmerkungen) | Höchstplatzierung, Gesamtwochen, AuszeichnungChartplatzierungen (Jahr, Titel, Platzierungen, Wochen, Auszeichnungen, Anmerkungen) | Anmerkungen |
| Jahr | Titel                           | DE | AT | CH | UK | US | ES | Anmerkungen |
| ---- | ------------------------------- | --- | --- | --- | --- | --- | --- | --- |
| 1985 | West Side Story                 | — | — | — | UK11 (32 Wo.)UK | — | — | Erstveröffentlichung: Mai 1985 mit Kiri Te Kanawa und Leonard Bernstein                                                                                         |
| 1986 | Highlights from West Side Story | — | — | — | UK72 (6 Wo.)UK | — | — | Erstveröffentlichung: Mai 1986 mit Kiri Te Kanawa und Leonard Bernstein                                                                                         |
| 1986 | South Pacific                   | — | — | — | UK5 (24 Wo.)UK | — | — | Erstveröffentlichung: Oktober 1986 mit Kiri Te Kanawa, Sarah Vaughan und Mandy Patinkin                                                                         |
| 1992 | From the Barcelona Games        | — | AT14 (8 Wo.)AT | — | UK41 (3 Wo.)UK | — | — | Erstveröffentlichung: Juli 1992 mit Montserrat Caballe und Plácido Domingo                                                                                      |
| 1993 | Christmas in Vienna             | DE13 Gold · (9 Wo.)DE | AT2 Platin · (5 Wo.)AT | CH7 Gold · (2 Wo.)CH | UK71 (2 Wo.)UK | US154 (3 Wo.)US | — | Erstveröffentlichung: November 1993 mit Diana Ross und Plácido Domingo                                                                                          |
| 1993 | Christmas Favourites…           | — | — | — | — | US127 (4 Wo.)US | — | mit Plácido Domingo, Luciano Pavarotti (Metha und Levine) |
| 1996 | Christmas in Vienna – Best Of   | DE60 (3 Wo.)DE | AT37 (4 Wo.)AT | — | — | — | — | Erstveröffentlichung: November 1996 mit Helmut Lotti, Patricia Kaas, Vanessa Williams, Charlotte Church, Sarah Brightman, Luciano Pavarotti und Plácido Domingo |
| 1996 | A Celebration of Christmas      | DE37 (4 Wo.)DE | AT10 (2 Wo.)AT | — | — | — | — | Erstveröffentlichung: Dezember 1996 mit Natalie Cole und Plácido Domingo                                                                                        |

grau schraffiert: keine Chartdaten aus diesem Jahr verfügbar

### Die 3 Tenöre
| Jahr | Titel                           | Höchstplatzierung, Gesamtwochen, AuszeichnungChartplatzierungen (Jahr, Titel, Platzierungen, Wochen, Auszeichnungen, Anmerkungen) | Höchstplatzierung, Gesamtwochen, AuszeichnungChartplatzierungen (Jahr, Titel, Platzierungen, Wochen, Auszeichnungen, Anmerkungen) | Höchstplatzierung, Gesamtwochen, AuszeichnungChartplatzierungen (Jahr, Titel, Platzierungen, Wochen, Auszeichnungen, Anmerkungen) | Höchstplatzierung, Gesamtwochen, AuszeichnungChartplatzierungen (Jahr, Titel, Platzierungen, Wochen, Auszeichnungen, Anmerkungen) | Höchstplatzierung, Gesamtwochen, AuszeichnungChartplatzierungen (Jahr, Titel, Platzierungen, Wochen, Auszeichnungen, Anmerkungen) | Höchstplatzierung, Gesamtwochen, AuszeichnungChartplatzierungen (Jahr, Titel, Platzierungen, Wochen, Auszeichnungen, Anmerkungen) | Anmerkungen                                                                               |
| Jahr | Titel                           | DE | AT | CH | UK | US | ES | Anmerkungen                                                                               |
| ---- | ------------------------------- | --- | --- | --- | --- | --- | --- | ----------------------------------------------------------------------------------------- |
| 1990 | In Concert                      | DE3 Platin · (102 Wo.)DE | AT2 ×2Doppelplatin · (23 Wo.)AT                                                                                                   | CH10 Gold · (16 Wo.)CH | UK1 ×5Fünffachplatin · (82 Wo.)UK                                                                                                 | US35 ×3Dreifachplatin · (100 Wo.)US                                                                                               | ES85 (1 Wo.)ES | Erstveröffentlichung: August 1990 mit Plácido Domingo, Luciano Pavarotti und Zubin Mehta  |
| 1994 | In Concert 1994                 | DE2 ×3Dreifachgold · (48 Wo.)DE                                                                                                   | AT1 ×2Doppelplatin · (22 Wo.)AT                                                                                                   | CH3 Platin · (22 Wo.)CH | UK1 ×2Doppelplatin · (28 Wo.)UK                                                                                                   | US4 Platin · (33 Wo.)US | — | Erstveröffentlichung: August 1994 mit Plácido Domingo, Luciano Pavarotti und Zubin Mehta  |
| 1998 | Paris 1998                      | DE3 (18 Wo.)DE | AT8 Gold · (16 Wo.)AT | CH10 Gold · (10 Wo.)CH | UK14 Silber · (9 Wo.)UK | US83 Gold · (10 Wo.)US | — | Erstveröffentlichung: August 1998 mit Plácido Domingo, Luciano Pavarotti und James Levine |
| 2000 | Christmas / Weihnachten         | DE9 Gold · (5 Wo.)DE | AT3 (6 Wo.)AT | CH11 (4 Wo.)CH | UK57 Silber · (2 Wo.)UK | US54 Gold · (8 Wo.)US | — | Erstveröffentlichung: November 2000 mit Plácido Domingo und Luciano Pavarotti             |
| 2002 | Best Of                         | — | AT37 (6 Wo.)AT | — | UK86 (1 Wo.)UK | — | — | Erstveröffentlichung: Mai 2002 mit Plácido Domingo und Luciano Pavarotti                  |
| 2017 | Christmas with The Three Tenors | — | AT66 (1 Wo.)AT | — | — | — | — | Erstveröffentlichung: Oktober 2017 mit Plácido Domingo und Luciano Pavarotti              |

grau schraffiert: keine Chartdaten aus diesem Jahr verfügbar
Weitere Alben
- 1994: Encore (AT: Gold, UK: Gold)

### Lieder
| Jahr | Titel Album                            | Höchstplatzierung, Gesamtwochen, AuszeichnungChartplatzierungen (Jahr, Titel, Album, Platzierungen, Wochen, Auszeichnungen, Anmerkungen) | Höchstplatzierung, Gesamtwochen, AuszeichnungChartplatzierungen (Jahr, Titel, Album, Platzierungen, Wochen, Auszeichnungen, Anmerkungen) | Höchstplatzierung, Gesamtwochen, AuszeichnungChartplatzierungen (Jahr, Titel, Album, Platzierungen, Wochen, Auszeichnungen, Anmerkungen) | Höchstplatzierung, Gesamtwochen, AuszeichnungChartplatzierungen (Jahr, Titel, Album, Platzierungen, Wochen, Auszeichnungen, Anmerkungen) | Höchstplatzierung, Gesamtwochen, AuszeichnungChartplatzierungen (Jahr, Titel, Album, Platzierungen, Wochen, Auszeichnungen, Anmerkungen) | Anmerkungen                                                               |
| Jahr | Titel Album                            | DE | AT | CH | UK | ES | Anmerkungen                                                               |
| ---- | -------------------------------------- | --- | --- | --- | --- | --- | ------------------------------------------------------------------------- |
| 1992 | Amigos Para Siempre (Friends For Life) | — | — | — | UK11 (11 Wo.)UK | — | Erstveröffentlichung: Juli 1992 mit Sarah Brightman                       |
| 1994 | Libiamo / La donna è mobile In Concert | — | — | — | UK21 (5 Wo.)UK | — | Erstveröffentlichung: Juli 1994 mit Plácido Domingo und Luciano Pavarotti |
| 1996 | Tristesse Passion                      | — | — | — | UK92 (1 Wo.)UK | — | Erstveröffentlichung: Januar 1996                                         |
| 1998 | You’ll Never Walk Alone Paris 1998     | DE46 (4 Wo.)DE | — | CH28 (2 Wo.)CH | UK35 (9 Wo.)UK | — | Erstveröffentlichung: Juli 1998 mit Plácido Domingo und Luciano Pavarotti |
| 2002 | Show Me The Way                        | DE48 (7 Wo.)DE | — | — | — | — | Erstveröffentlichung: Dezember 2002 mit Kim Styles                        |

grau schraffiert: keine Chartdaten aus diesem Jahr verfügbar

## Auszeichnungen für Musikverkäufe
| Goldene Schallplatte - Australien - 2002: für das Album Best Of - Finnland - 1994: für das Album In Concert 1994 - Kanada - 1991: für das Album In Concert - Niederlande - 1994: für das Album Encore - 2000: für das Album Three Tenors Christmas - Polen - 2001: für das Album Three Tenors Christmas - Spanien - 2000: für das Album Three Tenors Christmas - Vereinigte Staaten - 1998: für das Videoalbum The 3 Tenors – Paris 1998 - Vereinigtes Königreich - 2013: für das Videoalbum The 3 Tenors – Paris 1998 - 2013: für das Album In Concert | Platin-Schallplatte - Australien - 1992: für die Single Amigos para siempre (Friends for Life) - 1992: für das Album Friends for Life - Deutschland - 1991: für das Videoalbum The Three Tenors in Concert - Niederlande - 1989: für das Album A. Ramirez/Misa Criolla - 1990: für das Album Misa Criolla e.a. - 1990: für das Album In Concert - 1993: für das Album Christmas in Vienna - 1995: für das Album Weihnachten mit den drei Tenören - 1996: für das Album Passion - 1996: für das Album Merry Christmas - Polen - 1995: für das Album The Three Tenors in Concert - 2003: für das Album Pavarotti/Carreras/Domingo - Spanien - 1985: für das Album West Side Story - Vereinigtes Königreich - 2013: für das Videoalbum The Original Concert 2× Platin-Schallplatte - Belgien - 1995: für das Album The Three Tenors in Concert - Kanada - 1994: für das Album In Concert 1994 - Polen - 1996: für das Album In Concert 1994 - Spanien - 1995: für das Album In Concert 1994 - Vereinigtes Königreich - 2013: für das Videoalbum The 3 Tenors in Concert 1994 | 3× Platin-Schallplatte - Kanada - 1995: für das Album The Three Tenors in Concert - Spanien - 1989: für das Album Bravo Carreras 4× Platin-Schallplatte - Kanada - 1992: für das Videoalbum The Three Tenors – In Concert - Niederlande - 1994: für das Album In Concert 1994 - 1998: für das Album Misa Criolla 5× Platin-Schallplatte - Australien - 1991: für das Album The Three Tenors in Concert - Vereinigte Staaten - 1994: für das Videoalbum The Three Tenors in Concert - 1996: für das Videoalbum The 3 Tenors in Concert 1994 9× Platin-Schallplatte - Niederlande - 1999: für das Album The Three Tenors in Concert 14× Platin-Schallplatte - Spanien - 1991: für das Album En concierto |

Anmerkung: Auszeichnungen in Ländern aus den Charttabellen bzw. Chartboxen sind in ebendiesen zu finden.
| Land/RegionAuszeichnungen für Musikverkäufe (Land/Region, Auszeichnungen, Verkäufe, Quellen) | Silber     | Gold       | Platin         | Verkäufe  | Quellen                      |
| -------------------------------------------------------------------------------------------- | ---------- | ---------- | -------------- | --------- | ---------------------------- |
| Australien (ARIA)                                                                            | —          | Gold1      | 7× Platin7     | 525.000   | aria.com.au                  |
| Belgien (BRMA)                                                                               | —          | —          | 2× Platin2     | 100.000   | ultratop.be                  |
| Deutschland (BVMI)                                                                           | —          | 4× Gold4   | 3× Platin3     | 1.950.000 | musikindustrie.de            |
| Finnland (IFPI)                                                                              | —          | Gold1      | —              | 28.684    | ifpi.fi                      |
| Kanada (MC)                                                                                  | —          | Gold1      | 9× Platin9     | 590.000   | musiccanada.com              |
| Niederlande (NVPI)                                                                           | —          | 2× Gold2   | 24× Platin24   | 2.490.000 | nvpi.nl                      |
| Österreich (IFPI)                                                                            | —          | 4× Gold4   | 5× Platin5     | 350.000   | ifpi.at                      |
| Polen (ZPAV)                                                                                 | —          | Gold1      | 4× Platin4     | 390.000   | olis.pl                      |
| Schweiz (IFPI)                                                                               | —          | 3× Gold3   | Platin1        | 125.000   | hitparade.ch                 |
| Spanien (Promusicae)                                                                         | —          | Gold1      | 20× Platin20   | 2.050.000 | promusicae.es ES2ES3 ES4 ES5 |
| Vereinigte Staaten (RIAA)                                                                    | —          | 3× Gold3   | 14× Platin14   | 6.050.000 | riaa.com                     |
| Vereinigtes Königreich (BPI)                                                                 | 5× Silber5 | 3× Gold3   | 11× Platin11   | 3.175.000 | bpi.co.uk                    |
| Insgesamt                                                                                    | 5× Silber5 | 24× Gold24 | 100× Platin100 |           |                              |

## Ehrungen
- 1990: Goldenes Ehrenzeichen für Verdienste um das Land Wien
- 1991: Prinz-von-Asturien-Preis
- 1991: Großoffizier des Verdienstordens der Italienischen Republik
- 1996: Großkreuz des Verdienstordens der Italienischen Republik
- 1999: Großes Ehrenzeichen für Verdienste um die Republik Österreich
- 2000: Universitätsmedaille Bene Merenti der Universität Regensburg
- Ehrensenatorwürde der Universität Regensburg[20]
- 2004: Großes Bundesverdienstkreuz[21]
- 2004: Großoffizier des Sterns von Rumänien
- 3. Mai 2006: Dr. med. h. c. der Philipps-Universität Marburg
- 2006: Steiger Award
- 2006: Ehrenmitglied der Deutschen Gesellschaft für Hämatologie und Medizinische Onkologie[22]
- 17. Dezember 2009: Ehrenmedaille der Stadt Leipzig anlässlich seiner Leukämie-Spendengala 2009 verliehen durch den Oberbürgermeister der Stadt Leipzig (einstimmiger Beschluss der Stadtverordnetenversammlung Leipzig)
- 2010: Dresdner St. Georgs Orden des SemperOpernballs
- 2012: Ehrenpreis des Deutschen Nachhaltigkeitspreises für seinen herausragenden Einsatz zur Erforschung und Bekämpfung von Leukämie
- 11. Juni 2012: Ehrendoktorwürde der Universität des Saarlandes[23]
- 2013: Ehrenring der Wiener Staatsoper